# Allgäuer Erweckungsbewegung

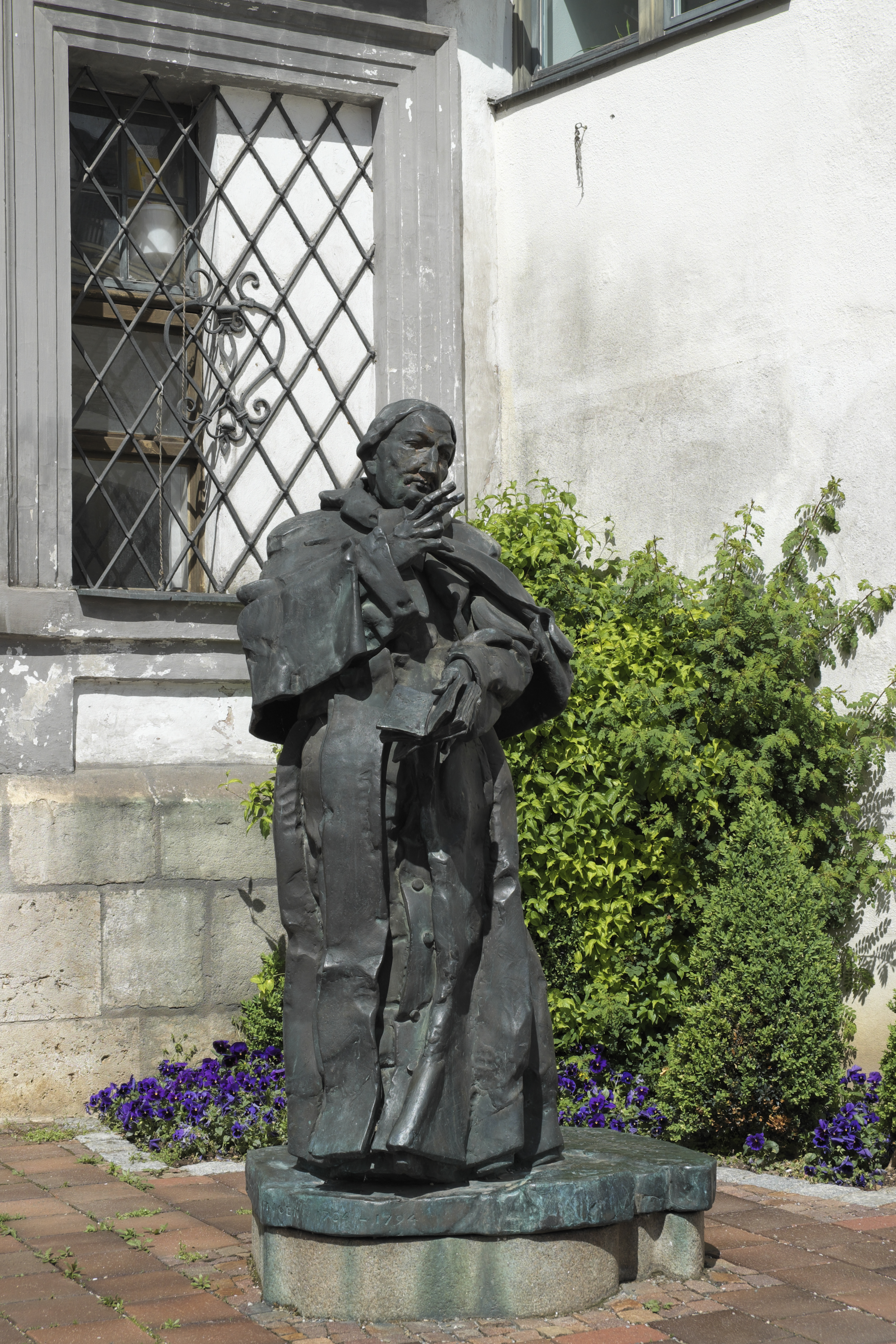
Denkmal Johann Michael Sailer, ehem. Universität Dillingen.

Als Allgäuer Erweckungsbewegung bezeichnet man eine geistliche Erneuerungsbewegung, die sich ab ca. 1790 innerhalb der römisch-katholischen Kirche im Gebiet des Allgäus formierte, ihre Blütezeit im frühen 19. Jahrhundert hatte und in den 1820er Jahren abebbte. Diese Erweckungsbewegung ist singulär innerhalb der römisch-katholischen Kirche jener Zeit in Mitteleuropa. Sie hatte Auswirkungen, insbesondere über die römisch-katholische Kirche hinaus, die bis heute in Österreich, der Schweiz, Russland, der Ukraine sowie Nordamerika erkennbar sind. Trotz ihrer internationalen Bedeutung und Singularität ist die Allgäuer Erweckungsbewegung bislang nur unzureichend erforscht, insbesondere innerhalb der römisch-katholischen theologischen Wissenschaft und Kirchengeschichtsschreibung.

## Zum religiösen Hintergrund und Ursprung
Über den Hintergrund der Erweckung gibt es in der Forschung unterschiedliche Theorien. Die evangelischen Kirchenhistoriker Kurt Aland und Matthias Simon behaupteten einen evangelischen Einfluss; Aland den aus dem Schrifttum des radikalen Pietismus, Simon den durch lutherische Zillertaler, die Schriften von Johann Arndt an katholische Priester vermittelten. Neuere Forschungen verbinden diesen Lösungsansatz mit der Universität Dillingen, da nahezu alle Protagonisten diesen Ausbildungsort für katholische Pfarrer und des süddeutschen Adels besuchten oder dort lehrten. Ob hier der dominikanisch-thomistische Zweig der spanischen Spätscholastik, der im Anfang der Universität Dillingen stark ausgeprägt war, noch ursächlich die innerkatholische Erweckung verursachte oder beförderte, bleibt unklar. Diese Einrichtung in Dillingen galt als erste vollumfängliche Jesuitenuniversität in Deutschland. Nach der Aufhebung des Jesuitenordens im Jahr 1773 wurde sie in Trägerschaft des Hochstift Augsburg bis 1803 weitergeführt. Es wird angenommen, dass sich hier ein gewisser theologischer Freiraum im Schatten der Aufklärung bilden konnte, der die geistige, geistliche und theologische Erneuerung der Allgäuer Erweckungsbewegung besonderes gut vorbereitete. Nachweislich las und besprach man in Dillingen Schriften von katholischen Mystikern wie Juan Falconi de Bustamante (1596–1638), François Malaval (1627–1719), Miguel de Molinos (1628–1696), Madame Guyon (1648–1717) sowie François Fénelon (1651–1715), die dem sogenannten Quietismus zugerechnet wurden; ebenso aber auch Schriften von Philipp Jacob Spener (1635–1705), Gerhard Tersteegen (1697–1769), Nikolaus Ludwig Reichsgraf von Zinzendorf (1700–1760), Friedrich Christoph Oetinger (1702–1782) oder auch Jakob Böhme (1575–1624) und Christian Hoburg (1607–1675). Die Schriften dieser protestantischen Autoren, die überwiegend dem Pietismus zugerechnet werden, galten eigentlich innerhalb der römisch-katholischen Kirchen als indiziert bzw. verboten.
Des Weiteren gibt es Nachweise, dass eingewanderte Salzburger, Tiroler und Vorarlberger, die dem Kryptoprotestantismus anhingen, in die Allgäuer Erweckungsbewegung eingebunden waren.

## Zum regionalen Ursprung und zur Verbreitung
Der Versuch, die als Allgäuer Erweckungsbewegung bekannte Erneuerungsbewegung regional zu fassen, ist im Nachhinein schwierig, da Personenkreise von Regensburg, München, Konstanz oder Ravensburg mit involviert waren. Aktenkundig (kirchliche und weltliche Gerichtsbarkeit) wurde jedoch diese Erweckungsbewegung nachweisbar zunächst lediglich in der Region des heutigen Allgäus. Aktenkundig sind belegt Erweckungsphänomene zum Beispiel in Altusried, Bad Grönenbach, Baindlkirch, Buxheim, Gundremmingen, Hellengerst, Kimratshofen, Oberreute, Pfronten, Ravensburg, Ried (bei Mering), Seeg, Wertach, Weißenau und Wiggensbach.
Das ist u. a. damit zu erklären, dass sich das Allgäu damals in eine Vielzahl von geistlichen (Unter-)Herrschaften und reichsunmittelbaren (weltlichen) Herrschaften gliederte. Neben den evangelischen Reichsstädten Memmingen und Kaufbeuren waren bis 1802 das Hochstift Augsburg und das Fürststift Kempten die wichtigsten Territorialmächte. Durch die Französische Revolution setzten neue Entwicklungen ein, die aber erst nach dem Beginn der Bewegung ihre Auswirkungen hatten.
Nicht selten wurden daher die Protagonisten dieser Bewegung in einen Zusammenhang gebracht mit den verfolgten Illuminaten, Freimaurern, Jesuiten, „Sansculottes“, „Revolutionären“ und „Republikanern“.

## Ausbreitung und Erscheinungsformen
Als Initiator und prägende Gestalt der frühen Phase gilt Martin Boos, der 1788 oder 1789 als Kaplan in Unterthingau zu einem lebendigen Vertrauen auf Jesus Christus gefunden hatte. In seinen weiteren Kaplanstellen in Seeg und Wiggensbach gelang es ihm, große Teile der Gemeinde, aber auch seinen vorgesetzten Pfarrer Johann Michael Feneberg, seine Mitkapläne Andreas Siller und Xaver Bayr oder benachbarte Kollegen wie Anton Bach zu überzeugen. Auch als Boos und Bach 1797/98 für kürzere Zeit in Haft kamen und bald darauf in die Diözese Linz auswichen, breitete die Bewegung sich weiter aus. Hauptvertreter war nun Johannes Evangelista Goßner, ab 1798 Kaplan bei Feneberg in Seeg, ab 1803 Pfarrer in Dirlewang. Zeitgleich mit ihm erhielten auch Siller und Bayr gut dotierte Pfarrstellen, da der Maximilian von Montgelas, der Minister des nunmehr im Allgäu herrschenden Kurfürsten von Bayern, die Bewegung förderte. So begann die Blütezeit der Bewegung, die auch durch den Kaplan Ignaz Lindl in Baindlkirch geprägt wurde.
Wie in allen Erweckungs- und Erneuerungsbewegungen kam es zu vielfältigen Ausprägungen und Tendenzen. In den Orten, Dörfern, Weilern und Höfen des Allgäu veranstaltete man erbauliche Zusammenkünfte bei Gesang und der Lesung der Bibel sowie religiöser Schriften. Zeitweise wurden Gottesdienste und Predigten bestimmter Protagonisten so stark besucht, so dass es zu einer Art von Volksversammlungen kam. Ein Novum war, dass zu den Gottesdiensten und Predigten auch Protestanten sowie weitere religiöse Minderheiten in die katholischen Kirchen strömten.

## Ende und Nachwirkungen
Nach einer ersten Verfolgungswelle schon unter dem Augsburger Fürstbischof Clemens Wenzeslaus von Sachsen verstärkten ab etwa 1816 die geistlichen und weltlichen Obrigkeiten in Bayern den Druck auf die Erweckungsbewegung. Boos, der zwischenzeitlich zurückgekehrt war, verließ Bayern 1817, Goßner und Lindl 1819. Nach 1823 waren nur noch vereinzelte Spuren festzustellen.
Goßner und Lindl wurden zunächst auf Einladung von Zar Alexander I. in Russland tätig, wo sie ebenfalls eine tiefgreifende Erweckung initiierten. Nach der Ausweisung 1823/24 gingen beide nach Preußen und wurden evangelische Pfarrer; sie verstärkten damit ihren Einfluss auf die Erweckungsbewegung in Berlin und Norddeutschland, den sie auch schon durch Korrespondenz und Besuche ab 1817 ausgeübt hatte. Über Aloys Henhöfer, der unter dem Einfluss der Lektüre von Boos 1822 sein Priesteramt verlassen hatte und evangelischer Pastor wurde, sowie über Johann Tobias Kießling und Christian Krafft wurden auch die Erweckungsbewegungen in Baden und Franken von der Allgäuer Erweckung beeinflusst.

## Persönlichkeiten der Allgäuer Erweckungsbewegung

### „Geistiger Vater“
Johann Michael Sailer (1751–1832), Professor für Theologie in Ingolstadt, Dillingen, Bischof von Regensburg

### Initiatoren und Protagonisten
- Martin Boos (1762–1825), römisch-katholischer Priester, Kaplan an verschiedenen Orten im Allgäu, zuletzt Pfarrer in Gallneukirchen[16]
- Johannes Evangelista Goßner (1773–1858), Autor, Pfarrer (römisch-katholisch, später evangelisch), Kirchenlieddichter und Missionar[17]
- Johann Michael Feneberg (1751–1812), römisch-katholischer Priester, Professor am Jesuitengymnasium St. Paul in Regensburg und am Gymnasium in Dillingen, Pfarrer in verschiedenen Allgäuer Orten[18]
- Ignaz Lindl (1774–1845), römisch-katholischer Priester, Pfarrer in St. Petersburg und Bessarabien, zuletzt in Berlin und Barmen[19]

### Weitere Protagonisten
- Anton Bach (1762–1825), Vikar in Kimratshofen, Pfarrer zu Hellengerest[20]
- Abraham Brackenhofer (1794–1831), Pfarrer in Wiggensbach[21]
- Andreas Engelhard (1772–1814), Pfarrer zu Gundelfingen, Oxenbrunn und Distriktschulinspektor im Landgericht Günzburg[22]
- Johann Baptist Ertinger (1763–1844), Kaplan in Sonthofen, Pfarrer in Fischbach, Anried, Weil bei Landsberg / Lech[22]
- Johann Nepomuk Fischer (1753–1826), Benefiziat in Buchloe[22]
- Josef Fuchs (1781–1853), Kaplan in Dirlewang und Pfronten, Pfarrer zu Konradshofen / Schwabegg, Waalhaupten und Altdorf, zuletzt Dekan und Königlicher [bayrischer] Geistlicher Rat[23]
- Johann Balthasar Gerhauser (1766–1825), Präfekt im Convict, 1795 Professor der Dogmatik und Exegese in Dillingen, Regens des Clericalseminars[24]
- Peter Paul Gom, Kaplan in Nesselwang[24]
- Donat, auch Anton, Gromer, oder Kramer (1768–1841), Exfranziskaner, Hochstiftlich. Kemptischer Beichtvater und Königlicher [bayrischer] Geistlicher Rat, Pfarrer zu Buchenberg[25]
- Ignaz Valentin Heggelin, Kammerer, Pfarrer zu Warthausen (Herrschaft Warthausen, Vorderösterreich)[25]
- Josef Hipp (1742–1814), Benefiziat in Pfronten-Kappel[26]
- Lorenz Kroen, Kaplan in Wertach[26]
- Johann Baptist Langenmeyer (1771–1856)[27]
- Josef Anton Mayr (1765–1815), Kaplan, Pfarrer zu Aichem[28]
- Wilhelm Karl Neumayer (1759–1822), Hofkaplan in Kempten, Königlicher [bayrischer] Geistlicher Rat[29]
- Franz August Nieberle (1786–1851), Pfarrer zu Legau und Bernbeuren[30]
- Josef Rechberger (1786–1850), Kooperator in Gallneukirchen[31]
- Johann Martin Ried (1770–1828), Assessor beim Landgericht Kempten[32]
- Franz Josef Rosenlächer (1763–1835), Kaplan an der Kollegiatkirche Zeil[33]
- Johann Baptist Edmund Stanislaus von Ruösch (1745–1832), Regierungspräsident des Alois III. Fürst zu Oettingen-Spielberg[34]
- Franz Xaver Nikolaus Schmid (1768–1829), Stiftskaplan in Kempten[35]
- Michael Schmid (1767–1821), Lyzealprofessor[36]
- Johann Konrad von Schmid (1749–1823), Stadtgerichtsdirektor in Augsburg[37]
- Franz Josef Anton Benedikt Schnizer (1742–1803), Benefiziat in Ravensburg[38]
- Dominiks Martin Silvester Schnizer (1745–1801), Pfarrer in Herlazhofen[39]
- Martin Völk (1771–1848), Benefiziat in Immenstadt[40]
- Johann Anselm Weinhart (1771–unbekannt), Chorvikar im Stift Kempten[40]
- Johann Capristan Weber (1761–1814), Stiftskaplan in Kempten[41]
- Franz Xaver Wittwer (1769–unbekannt), Kaplan in Wertach[42]